# 콘스탄스 타워즈
콘스턴스 타워스(Constance Towers, 1933년 5월 20일 ~ )는 미국의 가수, 배우이다.

## 생애

### 어린 시절
타워스는 1933년 5월 20일 몬태나주 화이트피쉬에서 태어났으며, 아다스 L.(결혼 전 성씨 레이놀즈)와 해리 J. 사이에서 태어난 두 딸 중 한 명입니다. 타워스, 약사. 그녀의 어머니는 네브래스카 출신이었고, 아버지는 더블린 출신의 아일랜드 출신으로 필라델피아를 거쳐 미국으로 이민을 가고 있었는데 타워스의 가족은 어린 시절 몬태나 서부 전역으로 이주하여 화이트피쉬, 미주리, 칼리스펠과 아이다호주 모스크바에서 살았다.
1940년, 타워스가 1학년이었을 때, 그녀는 라디오 프로그램을 위해 아역 배우를 찾기 위해 몬태나를 방문한 재능 스카우트들에게 발각되었다. 타워스의 가족은 이후 워싱턴주 시애틀로 이주했고, 이후 3년 동안 태평양 북서부 프로그램에서 아역 라디오 배우로 일하기 시작했는데 그녀의 공식 웹사이트에 따르면, 타워스는 11살 때 파라마운트 픽처스와 계약 제안을 받았지만 부모님에 의해 거절당했다. 12살 때 그녀는 고향인 화이트피쉬에 있는 작은 지역 영화관에서 일했다.
청소년기에 그녀의 가족은 아버지가 제약 회사의 부사장으로 일하게 된 후 뉴욕으로 이사했다. 그곳에서 그녀는 줄리아드 학교에 다니며 음악을 공부했고, 미국 연극 예술 아카데미에 다녔는데 그녀는 유명한 성악 교사인 베벌리 펙 존슨과 함께 노래를 공부했다.

### 개인 활동
타워스는 1959년부터 1966년 이혼할 때까지 유진 맥그래스와 처음 결혼했다. 1974년, 그녀는 배우이자 미래의 멕시코 대사인 존 개빈과 결혼했다. 그녀는 1번째 결혼에서 낳은 두명의 자녀가 있었는데 그녀는 또한 개빈과의 결혼 생활에서 두 명의 새 자녀를 두고 있었다. 개빈은 2018년 2월 9일 86세의 나이로 사망했습니다.
타워스는 로스앤젤레스 음악 센터의 블루 리본 이사회 의장을 맡고 있었다.

## 출연 작품
- 사무엘 풀러의 삶 (2013년)
- 퍼펙트 머더 (1998년)
- 레릭 (1997년)
- 헐크 호간의 썬더볼트 (1994년)
- 가라데 키드 (1994년) - 루이사 피어스 역
- 2000 말리부 로드 (1992년)
- 시간의 모래밭 (1992년)
- 반칙 게임 (1992년)
- 깊은 밤 깊은 곳에 2 (1991년)
- 실베스터 (1985년)
- 네이키드 키스 (1964년)
- 충격의 복도 (1963년)
- 버팔로 대대 (1960년)
- 존 웨인의 기병대 (1959년) - 미스 한나 역
- 브링 유어 스마일 어롱 (1955년)

### 텔레비전
- 페리 메이슨 (1957년)
- 꿈꾸는 낙원 (1978년)
- 더 영 앤 더 레스트리스 (1973년)
- LA 로 (1986년)